# 임병택
임병택(任炳澤, 1974년 7월 29일~)은 대한민국의 정치인으로, 제13·14대 경기도 시흥시장(민선 7·8기)이다. 본관은 장흥 임씨이다.

## 학력
- 여양중학교 졸업
- 여양고등학교 졸업
- 전남대학교 법학 학사

## 경력
- 국회의원 백원우 의원실 보좌관
- 노무현 대통령비서실 홍보수석실 국정홍보행정관
- 노무현 대통령비서실 시민사회수석실 사회조정행정관
- 2010. 7.~2014. 6. 제8대 경기도의회 의원(초선, 시흥시 제1선거구)
- 2014. 7.~2018. 3. 제9대 경기도의회 의원(재선, 시흥시 제1선거구)
- 2018. 7.~ 제13·14대 경기도 시흥시장(재선, 민선 7·8기)
- 2022. 8.~ 제3대 경기서부권문화관광협의회 회장

## 역대 선거 결과
|  | 26.43% |

|  | 57.26% |

|  | 53.01% |

|  | 72.50% |

|  | 55.54% |

| 전임 김윤식 | 제13·14대 경기도 시흥시장(민선) 2018년 7월 1일~ |  |